# Fredy Guarín
Fredy Alejandro Guarín Vásquez (nascut el 30 de juny de 1986) és un jugador professional de futbol colombià que juga pel Millonarios FC. És un jugador versàtil, que se sent còmode a la part central o com a migcampista dretà. Des de molt menut se situà amb la seua família en la ciutat d'Ibagué on va tenir els seus començaments esportius.

## Trajectòria
Fredy nascut a Puerto Boyacá, el 30 de juny de 1986, ciutat que el va veure créixer i on va realitzar els seus estudis escolars de primària, el des de molt menut va ser aficionat del futbol, i sempre li deia a sa mare que la seua professió era ésser futbolista.
Sa mare buscant millor futur per a ella i per al seu fill arriba a Ibagué ciutat on va començar la seua carrera futbolística al Cooperamos Tolima, equip de la Categoría Primera B i li dona el seu suport. Va realitzar els seus estudis de Secundària al Colegio Gimnasio La Merced els quals no va poder acabar pel seu debut a l'Atlético Tolida l'any 2002, la seua graduació es va realitzar en el 2009. Va fer part de les Seleccions de Futbol de menors que representaven al departament de Tolima. També va jugar en diferents lligues de la ciutat i després va arribar a les inferiors del Deportes Tolima. Els seus drets esportius van ser adquirits per Cortuluá, equip de la Primera B del futbol colombià.

### Huila
En el 2002 debuta en el Atlético Huila sent aquest el seu primer equip professional gràcies al tècnic Bernardo Redín. El 2004 després de l'èxit obtingut per la selecció de futbol de Colòmbia Sub-17 en el Copa Mundial de Futbol Juvenil de 2003 disputat a Finlàndia, el club Cortuluá FC li fa un contracte professional.

### Boca Juniors
A l'any següent després del nou èxit amb La selecció Colòmbia en el Campionat Sud-americà *Sub-20 de 2005 disputat en el seu país, es marxa en qualitat de cedit a l'Argentina per a jugar al Boca Juniors en la seua divisió de juvenils. Eixa temporada, en la qual el seu equip va guanyar el Torneig Clausura, Guarín va debutar amb la primera plantilla del club i va jugar en dues ocasions. En agosto de 2006 Boca Juniors intenta fitxar a Freddy, però finalment es marxa.

### Saint-Etienne
Se'n marxa al Saint-Étienne francès en qualitat de cedit. El seu debut en la Lligue 1 es va produir el 14 d'octubre en un encontre contra l'Olympique de Lyon.

### F.C. Porto

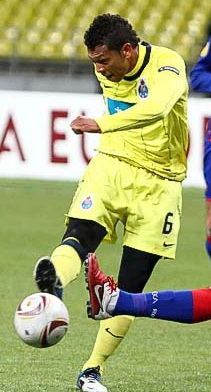
Freddy Guarín amb el Porto

El 2008 firma un contracte amb el FC Porto de Portugal. El 8 de gener del 2011 va marcar un gol gràcies a una potentíssima rematada des de quasi meitat de camp amb el Porto. Des d'aqueix llavors, Fredy Guarín ha estat caracteritzat per les seues potents rematades des de mitjana distància i la seua capacitat de generar joc. Prova d'això van estar enginyar diverses jugades de gol de passada que el Porto va tenir en la Lliga Europa de la UEFA
En la final de la Lliga Europa de la UEFA, el 18 de maig de 2011, en el minut 42 Fredy Guarín furta el baló i fa un precís centre en el qual Radamel Falcao de cap fica el gol de la victòria.
En el 2011 el gol que va marcar en la golejada del Porto 4-1 contra CS Marítimo en la Lliga portuguesa, va ser escollit pels lectors del diari britànic The Guardian com el millor gol a Europa de la temporada 2010 -2011 amb un 47,2 per cent de votació, estant per dalt d'altres 20 nominats.

### Inter de Milà
En el 2012 el F.C Inter va adquirir els serveis del jugador colombià Fredy Guarín fins al 2016, no obstant això al principi la clàusula del contracte era un préstec pel que restava de la temporada amb una opció de compra, si es feia efectiva la compra, açò generaria que el contracte de Fredy Guarín fóra fins a 2016.
Malgrat estar en l'Inter i al no haver jugat partits de la lliga de campions 2011/12, Guarín no podia jugar el que quedava del torneig continental per haver estat inscrit pel Porto per a jugar en la fase de grups. Després de superar la seua lesió en la cama dreta, Guarín és convocat per primera vegada en un partit de l'Inter, no va jugar però va ser catalogada eixa convocatòria com el trampolí a una continuïtat major que la qual va veure en el Porto dirigit per Víctor Pereira, aqueix partit ho va perdre l'Inter 2 a 0 enfront de la Juventus FC, equip que també es va interessar per Guarín.
El seu debut oficial es va realitzar l'1 d'abril de 2012 enfront del Gènova de la Serie A d'Itàlia marcador que acabaria 5-4 a favor de l'Inter, el cinquè gol de l'equip milanista, va ser gràcies a un penal que li van cometre. En total es van produir 4 penals en el partit fet que va molestar a l'equip neroazzurro perquè 3 penals van ser en la seua contra.
El 16 de maig de 2012 l'Inter de Milà va fer efectiva l'opció de compra de Freddy Guarín per 11 milions d'euros. El 21 de juliol de 2012 va marcar el seu primer gol amb la samarreta neroazurra enfront de l'AC Milà en un triangular amistós.
En l'Inter de Milà assoleix tenir un nivell extraordinari assolint arribar a ser una referència per al club, i acaparant l'atenció de grans clubs europeus. El 21 de febrer de 2013 va marcar el seu primer doblet en aquest equip, en el partit per Europa League davant el Cluj De Romania, partit que va acabar 0-3 a favor de l'Inter de Milà.

## Internacional
Amb la Selecció Colòmbia va fer part de l'equip que va assolir el tercer lloc en la Copa Mundial de Futbol Juvenil de 2003 disputada en la Unió dels Emirats Àrabs. Així mateix, va integrar l'equip nacional que va assolir el quart lloc en la Copa Mundial de Futbol Sub-17 de 2003 disputada a Finlàndia.
Amb l'equip de majors ha estat internacional en 49 ocasions. El seu debut com internacional es va produir el 24 de maig de 2006 en un partit amistós contra Equador. Va marcar el seu primer tant amb la selecció absoluta el 26 de març de 2011 contra Equador, de tir lliure, en una trobada que va acabar 2-0 a favor dels cafeters. Va guanyar una Medalla d'or en els XX Jocs Centroamericans i del Carib amb la seua selecció.
El 6 de juny de 2011 va ser convocat pel tècnic Hernán Darío Gómez per a jugar en la Copa Amèrica 2011 que es va realitzar a l'Argentina, A més d'açò, en eixe mateix mes, va rebre un reconeixement per haver marcat el millor gol de la temporada europea 2010-2011 per part del diari britànic The Guardian, gràcies a la votació del públic. En maig de 2012 és convocat per José Pekerman per als partits d'eliminatòries contra Perú i Equador el 3 i 10 de juny respectivament. Enfront de la Selecció de Guyana, el 28 de Maig, marca el seu tercer gol amb la selecció Colòmbia en la victòria 7 a 1 de la "Tricolor".
El 6 de juny, juga un amistós previ a la Copa Mundial de Futbol 2014 a Brasil contra Jordània, en aquest partit, entra de suplent en el segon temps i marca un golàs de quasi 30 metres de distància, per a marcar el tercer gol de l'equip en el partit i el seu cinquè gol amb la selecció, acabant el partit 3-0.
El 13 de maig de 2014 va ser inclòs per l'entrenador José Pekerman en la llista preliminar de 30 jugadors amb la intenció de la Copa Mundial de Futbol de 2014. Finalment, va ser seleccionat en la nòmina definitiva de 23 jugadors el 2 de juny.